# 癜風
癜風（でんぷう、英: Tinea versicolor）は、マラセチア属の癜風菌(Malassezia furfur)による皮膚感染症で、無症状の鱗屑を伴う斑が多発する。癜風は良性であり人から人への感染性はないと考えられ、発症者の大半は健康である。熱帯地方では人口の20-30%が罹患していると報告されている。
病変部は日焼けで黒くならないため、夏に診断されることが多い。ありふれた日和見感染の一つであるが気づかない人が多く、一般的に認知されていない。M. furfur によって産生されるアゼライン酸が、メラニン合成に関わるモノフェノールモノオキシゲナーゼを阻害することで、皮膚の脱色や着色が生じる。

## 原因菌
- マラセチア属（英語版）（英: Malassezia）
  - Malassezia globosa, M. furfur

## 原因
癜風菌への感染によるが、皮膚の常在菌として存在しており、ほとんどの人では発症せず無害である。当該疾患に対する感受性を高める因子は、高温多湿、コルチコステロイド、妊娠、低栄養、糖尿病、その他の疾患による免疫抑制がある。遺伝的に、マラセチア属真菌が増殖しやすい体質の人もいる。

## 症状

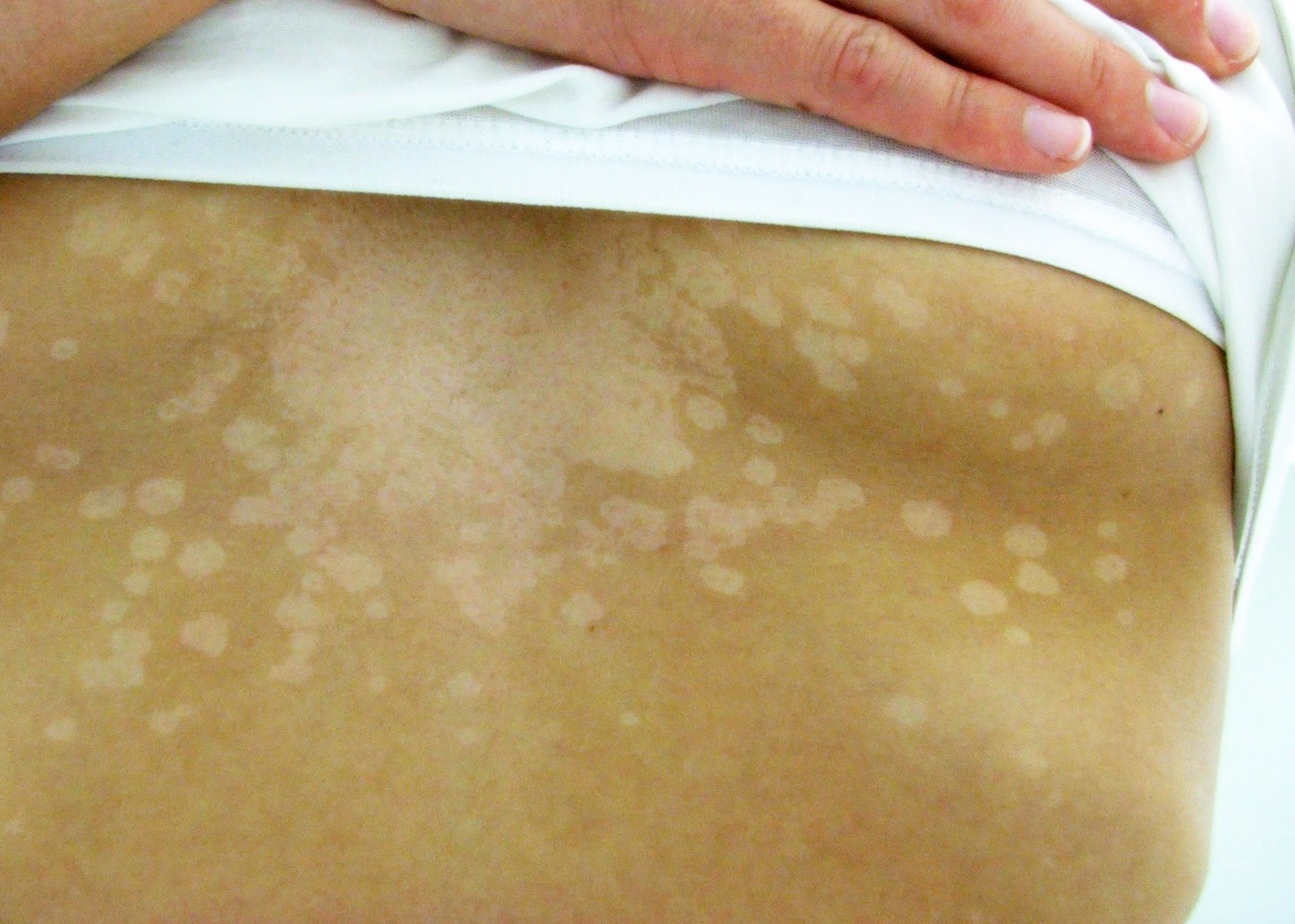
病変を生じた皮膚の例

細かい鱗屑が付着する淡褐色斑（黒色癜風）あるいは脱色素斑（白色癜風）ができる。好発部位は背部、胸部、頸部、上腕、腋窩などで、春から夏にかけて発症および悪化しやすく、痒みを伴わないことが多い。
癜風で生じる色素減少は、数カ月から数年をかけて回復する。

## 診断
- 臨床的な外観
- KOH法による直接鏡検
- ウッド灯検査

## 治療
- 抗真菌薬の外用塗布または内服[1]